# Billum
Billum er en lille by i Sydvestjylland med 554 indbyggere  (2024), beliggende i Billum Sogn. Byen ligger i Varde Kommune og tilhører Region Syddanmark. Billum består af to dele, henholdsvis Billum Kirkeby vest for Sekundærrute 463 (Tarphagevej) og Billum stationsby centreret omkring Sekundærrute 431 (Vesterhavsvej) opstået som en vejklyngeby.
Stationsbyen ligger på jernbanestrækningen Varde-Nørre Nebel Jernbane. Fra Billum Station er der 4 kilometer til Oksbøl, 10 kilometer til Varde og knap 15 til Vesterhavet (ved Vejers Strand).

## Historie, geografi og infrastruktur
Byen blev oprindeligt til omkring Billum Kirke, der er en tufstenskirke fra 1200-tallet. Kirken var samlingspunkt i Billum Sogn, og fra kirken var der gode muligheder for græsning og derudover mulighed for sejlads via Ho Bugt som ligger lige syd for byen. Da jernbanen mellem Varde og Nørre Nebel kom til i 1903 udvikledes byen i stedet omkring stationen. I dag har de to områder derfor to separate vejskilte påtrykt henholdsvis Billum Kirkeby og Billum. Området omkring Billum Kirkeby bliver i visse kort refereret til som Vesterager.
I området omkring Billum ligger flere spredte bebyggelser med autoriserede stednavne. I den nordlige udkant af byen er Hannevang og Nørre Billum, mens Billum Gårde forlænger byen mod syd. Nybyggeri i Billum foregår i dag i den sydlige del af byen mod Billum Gårde.
Foruden kirken fra 1200-tallet er der i området fundet et trelleborghus, som vidner om tidlige bosættelser.
Billum Kro er en kongelig privilegeret landevejskro fra 1700-tallet, der i perioden 1913-1968 tjente som afholdskro. Spiritusforbuddet har været ophævet siden 1969.
Ved Kjelst nær Billum fandtes indtil 2014-2015 et radiofyr der ejedes af Naviair.

## Demografi, social- og sundhedsvæsen
| År   | Indbyggere |
| ---- | ---------- |
| 2010 | 522        |
| 2015 | 566        |
| 2020 | 578        |

Befolkningen i Billum er relativt ung i Varde Kommune målt på gennemsnitsalder. Dette skyldes nybyg særligt i 90'erne og 00'erne, hvilket også har resulteret i en lille befolkningsvækst. 
Billum Skole var en folkeskole indtil 2017, hvor den blev lukket og eleverne i stedet henvistes til Blåvandshuk Skole i Oksbøl. De gamle skolelokaler blev overtaget af Billum Friskole, der giver et lokalt skoletilbud i Billum. I forlængelse af friskolen er også en fribørnehave og frivuggestue. Disse institutioner er beliggende i Billum Kirkeby.

## Administration og politik
Billum hører administrativt under Varde kommune siden strukturreformen i 2007. Før 1970 var byen administreret under Janderup-Billum Sognekommune, som med kommunalreformen i 1970 blev indlemmet i tidligere Varde Kommune.
Størstedelen af borgerne i Billum er borgerligt orienteret, hvor Venstre får over 50 % af stemmerne i Billum-området ved kommunalvalgene.
Billum Sogneforening står for det lokalpolitiske arbejde i Billum og en repræsentant herfra repræsenterer Billum i "Det Lokale Udviklingsråd for Varde Opland", som er et af 9 udviklingsråd i Varde Kommune. Tidligere formand for sogneforeningen i 25 år Walther Bech Sørensen, der også stillede op til byrådet i Varde ved kommunalvalget i Varde Kommune 2017 er den nuværende repræsentant.